# State Express 555
State Express 555, được gọi đơn giản là 555, là một nhãn hiệu thuốc lá của Anh được Ardath Tobacco Company sản xuất tại Vương quốc Anh. Các quyền ở nước ngoài đối với thương hiệu, ngoại trừ Vương quốc Anh, đã được British American Tobacco (BAT) mua lại vào năm 1925. Nhãn hiệu này được bán rộng rãi trên toàn thế giới. Ngày nay, thương hiệu 555 vẫn còn rất phổ biến ở châu Á, đặc biệt là ở khu vực Trung Quốc, Việt Nam và Campuchia. Tại Vương quốc Anh, chúng được đăng ký và sản xuất tại Westminster, Thành phố Westminster, Luân Đôn.

## Lịch sử